# قائمة زملاء الجمعية الملكية المنتخبين في 2019
هذه الصفحة تعرض قائمة زملاء الجمعية الملكية المُنتخبين لعام 2019.

## الزملاء
- Lucy Carpenter [الإنجليزية]‏
- Peter H. Haynes [الإنجليزية]‏
- Anne Osbourn [الإنجليزية]‏
- Véronique Gouverneur [الإنجليزية]‏
- Gagandeep Kang [الإنجليزية]‏
- أكشاي فينكاتيش
- Liz Sockett [الإنجليزية]‏
- Christine Orengo [الإنجليزية]‏
- Marta Kwiatkowska [الإنجليزية]‏
- Richard Jozsa [الإنجليزية]‏
- Martin Head-Gordon [الإنجليزية]‏
- Sarah Darby [الإنجليزية]‏
- Mark Handley (computer scientist) [الإنجليزية]‏
- سليم عبدول كريم
- Julian Peto [الإنجليزية]‏
- كوجر بيركار
- روي كير
- دوغلاس تورنبول
- مانجول بارجافا
- Steve A. Kay [الإنجليزية]‏
- Jonathan C. Knight [الإنجليزية]‏
- Christopher Hacon [الإنجليزية]‏
- جاك زوستاك
- Robert Tibshirani [الإنجليزية]‏
- جورج دافي سميث
- Barbara Sherwood Lollar [الإنجليزية]‏
- مولي شويكت

## الزملاء الفخريون
- يوسف حميد

## الأعضاء الأجانب
- ساندرا دياز
- باري باريش
- دافيد ميلشتاين
- Inez Fung [الإنجليزية]‏
- جاك دونغارا
- يوهانس كليفرز
- جيمس روثمان
- إلين فوكس